# Rajdowe Samochodowe Mistrzostwa Polski 2010
Ten artykuł dotyczy sezonu 2010 Rajdowych Samochodowych Mistrzostw Polski.

## Kalendarz
| Runda | Data          | Rajd                     | Baza           | Nawierzchnia | Dod. kat.    | Zwycięzca            |        |
| ----- | ------------- | ------------------------ | -------------- | ------------ | ------------ | -------------------- | ------ |
| 1     | 23.04 – 25.04 | Krause 38. Rajd Elmot    | Świdnica       | asfalt       |              | Tomasz Kuchar        | Wyniki |
| 2     | 14.05 – 16.05 | 6. Rajd Lotos Baltic Cup | Gdańsk         | szuter       |              | Kajetan Kajetanowicz | Wyniki |
| 3     | 4.06 – 6.06   | 67. Rajd Polski          | Mikołajki      | szuter       | ERC          | Kajetan Kajetanowicz | Wyniki |
| 4     | 2.07 – 4.07   | 37. Rally Bohemia        | Mladá Boleslav | asfalt       | ERC C10, RMC | Bryan Bouffier       | Wyniki |
| 5     | 5.08 – 7.08   | 19. Rajd Rzeszowski      | Rzeszów        | asfalt       | ERC CEZ, RMS | Bryan Bouffier       | Wyniki |
| 6     | 3.09 – 5.09   | 36. Rajd Warszawski      | Sierpc         | szuter       |              | Kajetan Kajetanowicz | Wyniki |
| 7     | 16.09 – 18.09 | 36. Rally Košice         | Koszyce        | asfalt       | ERC CEZ, RMS | Bryan Bouffier       | Wyniki |
| 8     | 8.10 – 10.10  | 20. Rajd Dolnośląski     | Kłodzko        | asfalt       |              | Bryan Bouffier       | Wyniki |

## Klasyfikacje

### Klasyfikacja generalna kierowców[2]
We wszystkich rundach prowadzona była osobna klasyfikacja dla dwóch dni rajdu, w której punkty przyznawano według klucza 15-12-10-8-6-5-4-3-2-1. Ponadto, zawodnikom, którzy ukończyli rajd bez korzystania z systemu SupeRally, przyznawano dodatkowe punkty ze względu na klasyfikację generalną całego rajdu według takiego samego klucza 15-12-10-8-6-5-4-3-2-1. Do klasyfikacji wliczanych było 6 z 8 najlepszych wyników (licząc według zdobyczy punktowych w każdym rajdzie). Nie wliczani są kierowcy, którzy nie zostali sklasyfikowani w minimum dwóch rajdach. W Rally Bohemia oraz w Rally Košice prowadzono osobną klasyfikację dla załóg zgłoszonych do RSMP.
| Poz. | Kierowca                                | Elmot                                   | Elmot                                   | Elmot                                   | Lotos                                   | Lotos                                   | Lotos                                   | Polski                                                                                          | Polski                                                                                          | Polski                                                                                          | Bohemia                                                                                         | Bohemia                                                                                         | Bohemia                                                                                         | Rzeszowski                                                                                      | Rzeszowski                                                                                      | Rzeszowski                                                                                      | Warszawski                                                                                      | Warszawski                                                                                      | Warszawski                                                                                      | Košice                                                                                          | Košice                                                                                          | Košice                                                                                          | Dolnośląski                                                                                     | Dolnośląski                                                                                     | Dolnośląski                                                                                     | Suma punktów                                                                                    |
| Poz. | Kierowca                                | D1                                      | D2                                      | G                                       | D1                                      | D2                                      | G                                       | D1                                                                                              | D2                                                                                              | G                                                                                               | D1                                                                                              | D2                                                                                              | G                                                                                               | D1                                                                                              | D2                                                                                              | G                                                                                               | D1                                                                                              | D2                                                                                              | G                                                                                               | D1                                                                                              | D2                                                                                              | G                                                                                               | D1                                                                                              | D2                                                                                              | G                                                                                               | Suma punktów                                                                                    |
| ---- | --------------------------------------- | --------------------------------------- | --------------------------------------- | --------------------------------------- | --------------------------------------- | --------------------------------------- | --------------------------------------- | ----------------------------------------------------------------------------------------------- | ----------------------------------------------------------------------------------------------- | ----------------------------------------------------------------------------------------------- | ----------------------------------------------------------------------------------------------- | ----------------------------------------------------------------------------------------------- | ----------------------------------------------------------------------------------------------- | ----------------------------------------------------------------------------------------------- | ----------------------------------------------------------------------------------------------- | ----------------------------------------------------------------------------------------------- | ----------------------------------------------------------------------------------------------- | ----------------------------------------------------------------------------------------------- | ----------------------------------------------------------------------------------------------- | ----------------------------------------------------------------------------------------------- | ----------------------------------------------------------------------------------------------- | ----------------------------------------------------------------------------------------------- | ----------------------------------------------------------------------------------------------- | ----------------------------------------------------------------------------------------------- | ----------------------------------------------------------------------------------------------- | ----------------------------------------------------------------------------------------------- |
| 1    | Kajetan Kajetanowicz                    | (20)                                    | (2)                                     | (7)                                     | 1                                       | 2                                       | 1                                       | 1                                                                                               | 2                                                                                               | 1                                                                                               | 3                                                                                               | 3                                                                                               | 3                                                                                               | 2                                                                                               | 2                                                                                               | 2                                                                                               | 1                                                                                               | 1                                                                                               | 1                                                                                               | (3)                                                                                             | (4)                                                                                             | (3)                                                                                             | 2                                                                                               | 2                                                                                               | 2                                                                                               | 231                                                                                             |
| 2    | Michał Sołowow                          | 2                                       | 4                                       | 2                                       | 3                                       | 4                                       | 3                                       | 2                                                                                               | 1                                                                                               | 2                                                                                               | 2                                                                                               | 2                                                                                               | 2                                                                                               | 3                                                                                               | 3                                                                                               | 3                                                                                               | 2                                                                                               | 2                                                                                               | 2                                                                                               | (4)                                                                                             | (2)                                                                                             | (4)                                                                                             |                                                                                                 |                                                                                                 |                                                                                                 | 201                                                                                             |
| 3    | Bryan Bouffier                          |                                         |                                         |                                         | 22                                      | 1                                       | 9                                       | NU                                                                                              |                                                                                                 |                                                                                                 | 1                                                                                               | 1                                                                                               | 1                                                                                               | 1                                                                                               | 1                                                                                               | 1                                                                                               |                                                                                                 |                                                                                                 |                                                                                                 | 2                                                                                               | 1                                                                                               | 1                                                                                               | 1                                                                                               | 1                                                                                               | 1                                                                                               | 194                                                                                             |
| 4    | Tomasz Kuchar                           | 1                                       | 1                                       | 1                                       | 4                                       | 5                                       | 4                                       | 3                                                                                               | 4                                                                                               | 3                                                                                               | 4                                                                                               | 4                                                                                               | 4                                                                                               | 4                                                                                               | 4                                                                                               | 4                                                                                               | 3                                                                                               | 3                                                                                               | 3                                                                                               | (5)                                                                                             | (3)                                                                                             | (5)                                                                                             | (4)                                                                                             | (6)                                                                                             | (4)                                                                                             | 173                                                                                             |
| 5    | Leszek Kuzaj                            | 3                                       | 3                                       | 3                                       | 2                                       | 3                                       | 2                                       | 8                                                                                               | 10                                                                                              | 8                                                                                               | NU                                                                                              |                                                                                                 |                                                                                                 |                                                                                                 |                                                                                                 |                                                                                                 |                                                                                                 |                                                                                                 |                                                                                                 | 7                                                                                               | 26                                                                                              | 21                                                                                              | 3                                                                                               | 4                                                                                               | 3                                                                                               | 100                                                                                             |
| 6    | Maciej Rzeźnik                          | 6                                       | 5                                       | 5                                       | (8)                                     | (9)                                     | (8)                                     | 9                                                                                               | 7                                                                                               | 7                                                                                               | 6                                                                                               | 6                                                                                               | 5                                                                                               | NU                                                                                              |                                                                                                 |                                                                                                 | 12                                                                                              | 6                                                                                               | 8                                                                                               | 8                                                                                               | 8                                                                                               | 7                                                                                               | 5                                                                                               | 7                                                                                               | 5                                                                                               | 77                                                                                              |
| 7    | Łukasz Habaj                            | 5                                       | 29                                      | 16                                      | 7                                       | 6                                       | 7                                       | 7                                                                                               | 25                                                                                              | 12                                                                                              | 5                                                                                               | 24                                                                                              | 16                                                                                              | 5                                                                                               | 5                                                                                               | 5                                                                                               |                                                                                                 |                                                                                                 |                                                                                                 |                                                                                                 |                                                                                                 |                                                                                                 | 32                                                                                              | 5                                                                                               | 29                                                                                              | 53                                                                                              |
| 8    | Kamil Butruk                            | 7                                       | 6                                       | 6                                       | 23                                      | 8                                       | 14                                      | 16                                                                                              | 9                                                                                               | 11                                                                                              |                                                                                                 |                                                                                                 |                                                                                                 | 6                                                                                               | 33                                                                                              | 23                                                                                              | 6                                                                                               | 5                                                                                               | 5                                                                                               | 10                                                                                              | 9                                                                                               | 8                                                                                               |                                                                                                 |                                                                                                 |                                                                                                 | 49                                                                                              |
| 9    | Jurij Protasow                          |                                         |                                         |                                         |                                         |                                         |                                         | NU                                                                                              |                                                                                                 |                                                                                                 | 9                                                                                               | 5                                                                                               | 6                                                                                               | 7                                                                                               | 6                                                                                               | 6                                                                                               | 4                                                                                               | 9                                                                                               | 7                                                                                               | 17                                                                                              | 7                                                                                               | 10                                                                                              |                                                                                                 |                                                                                                 |                                                                                                 | 46                                                                                              |
| 10   | Michał Bębenek                          | 10                                      | 10                                      | 9                                       | (12)                                    | (11)                                    | (10)                                    | 10                                                                                              | 11                                                                                              | 10                                                                                              | 7                                                                                               | 10                                                                                              | 7                                                                                               | 8                                                                                               | 7                                                                                               | 7                                                                                               | 9                                                                                               | 11                                                                                              | 10                                                                                              | (9)                                                                                             | (13)                                                                                            | (11)                                                                                            | 6                                                                                               | 8                                                                                               | 6                                                                                               | 44                                                                                              |
| 11   | Sebastian Frycz                         | 4                                       | 8                                       | 4                                       | 6                                       | 7                                       | 5                                       |                                                                                                 |                                                                                                 |                                                                                                 |                                                                                                 |                                                                                                 |                                                                                                 |                                                                                                 |                                                                                                 |                                                                                                 |                                                                                                 |                                                                                                 |                                                                                                 |                                                                                                 |                                                                                                 |                                                                                                 |                                                                                                 |                                                                                                 |                                                                                                 | 34                                                                                              |
| 12   | Jan Chmielewski                         | (12)                                    | (14)                                    | (11)                                    | 10                                      | 13                                      | 11                                      | (15)                                                                                            | (12)                                                                                            | (15)                                                                                            | 8                                                                                               | 8                                                                                               | 8                                                                                               | 10                                                                                              | 10                                                                                              | 9                                                                                               | 11                                                                                              | 10                                                                                              | 11                                                                                              | 13                                                                                              | 10                                                                                              | 9                                                                                               | 9                                                                                               | 9                                                                                               | 9                                                                                               | 24                                                                                              |
| 13   | Marcin Bełtowski                        | 9                                       | 9                                       | 8                                       | 20                                      | 12                                      | 19                                      | 12                                                                                              | 17                                                                                              | 16                                                                                              |                                                                                                 |                                                                                                 |                                                                                                 | 27                                                                                              | 8                                                                                               | 18                                                                                              | 8                                                                                               | 8                                                                                               | 9                                                                                               |                                                                                                 |                                                                                                 |                                                                                                 |                                                                                                 |                                                                                                 |                                                                                                 | 18                                                                                              |
| 14   | Radosław Typa                           | 40                                      | 18                                      | 34                                      |                                         |                                         |                                         | 6                                                                                               | 8                                                                                               | 6                                                                                               |                                                                                                 |                                                                                                 |                                                                                                 |                                                                                                 |                                                                                                 |                                                                                                 |                                                                                                 |                                                                                                 |                                                                                                 |                                                                                                 |                                                                                                 |                                                                                                 |                                                                                                 |                                                                                                 |                                                                                                 | 13                                                                                              |
| 15   | Robert Kujawski                         | 11                                      | 11                                      | 10                                      | 16                                      | 15                                      | 15                                      |                                                                                                 |                                                                                                 |                                                                                                 | 27                                                                                              | 21                                                                                              | 24                                                                                              | 9                                                                                               | 9                                                                                               | 8                                                                                               | 19                                                                                              | 14                                                                                              | 16                                                                                              | (21)                                                                                            | (14)                                                                                            | (25)                                                                                            | 10                                                                                              | 12                                                                                              | 10                                                                                              | 10                                                                                              |
| 16   | Łukasz Markowski                        | 14                                      | 15                                      | 13                                      | 15                                      | 19                                      | 18                                      | 33                                                                                              | 29                                                                                              | 33                                                                                              |                                                                                                 |                                                                                                 |                                                                                                 |                                                                                                 |                                                                                                 |                                                                                                 |                                                                                                 |                                                                                                 |                                                                                                 |                                                                                                 |                                                                                                 |                                                                                                 | 7                                                                                               | 10                                                                                              | 7                                                                                               | 9                                                                                               |
| 17   | Sławomir "Virnik" Jarek                 | 8                                       | 30                                      | 18                                      |                                         |                                         |                                         |                                                                                                 |                                                                                                 |                                                                                                 |                                                                                                 |                                                                                                 |                                                                                                 |                                                                                                 |                                                                                                 |                                                                                                 |                                                                                                 |                                                                                                 |                                                                                                 |                                                                                                 |                                                                                                 |                                                                                                 | 8                                                                                               | 11                                                                                              | 8                                                                                               | 9                                                                                               |
| 18   | Tomasz Gryc                             | 18                                      | 12                                      | 14                                      | (25)                                    | (25)                                    | (24)                                    | (32)                                                                                            | (24)                                                                                            | (28)                                                                                            | 10                                                                                              | 9                                                                                               | 9                                                                                               | 12                                                                                              | 13                                                                                              | 11                                                                                              | 13                                                                                              | 15                                                                                              | 14                                                                                              | 20                                                                                              | 12                                                                                              | 14                                                                                              | 11                                                                                              | 13                                                                                              | 11                                                                                              | 5                                                                                               |
| 19   | Marcin Dobrowolski                      | 17                                      | 16                                      | 17                                      | NU                                      |                                         |                                         | 26                                                                                              | 23                                                                                              | 25                                                                                              | 14                                                                                              | 7                                                                                               | 10                                                                                              | 26                                                                                              | 12                                                                                              | 19                                                                                              | NU                                                                                              |                                                                                                 |                                                                                                 |                                                                                                 |                                                                                                 |                                                                                                 | 13                                                                                              | 15                                                                                              | 13                                                                                              | 4                                                                                               |
| 20   | Zbigniew Maliński                       |                                         |                                         |                                         | 9                                       | 16                                      | 12                                      | NU                                                                                              |                                                                                                 |                                                                                                 |                                                                                                 |                                                                                                 |                                                                                                 | 15                                                                                              | 19                                                                                              | 13                                                                                              | 10                                                                                              | 12                                                                                              | 12                                                                                              |                                                                                                 |                                                                                                 |                                                                                                 | 14                                                                                              | 29                                                                                              | 20                                                                                              | 3                                                                                               |
| 21   | Tomasz Porębski                         | 19                                      | 13                                      | 15                                      | 13                                      | 14                                      | 13                                      | NU                                                                                              |                                                                                                 |                                                                                                 |                                                                                                 |                                                                                                 |                                                                                                 | 11                                                                                              | 11                                                                                              | 10                                                                                              |                                                                                                 |                                                                                                 |                                                                                                 |                                                                                                 |                                                                                                 |                                                                                                 |                                                                                                 |                                                                                                 |                                                                                                 | 1                                                                                               |
| 22   | Szymon Kornicki                         | (15)                                    | (26)                                    | (19)                                    | 14                                      | 17                                      | 17                                      | 17                                                                                              | 19                                                                                              | 18                                                                                              | 11                                                                                              | 11                                                                                              | 11                                                                                              | NU                                                                                              |                                                                                                 |                                                                                                 | 16                                                                                              | 19                                                                                              | 17                                                                                              | 16                                                                                              | 24                                                                                              | 18                                                                                              | 16                                                                                              | 17                                                                                              | 15                                                                                              | 1                                                                                               |
| 23   | Krzysztof Oleksowicz                    |                                         |                                         |                                         | 17                                      | 26                                      | 22                                      | 14                                                                                              | 14                                                                                              | 13                                                                                              |                                                                                                 |                                                                                                 |                                                                                                 |                                                                                                 |                                                                                                 |                                                                                                 | NU                                                                                              |                                                                                                 |                                                                                                 |                                                                                                 |                                                                                                 |                                                                                                 |                                                                                                 |                                                                                                 |                                                                                                 | 1                                                                                               |
| NK   | Jozef Béreš Jr                          |                                         |                                         |                                         |                                         |                                         |                                         |                                                                                                 |                                                                                                 |                                                                                                 |                                                                                                 |                                                                                                 |                                                                                                 |                                                                                                 |                                                                                                 |                                                                                                 |                                                                                                 |                                                                                                 |                                                                                                 | 1                                                                                               | 5                                                                                               | 2                                                                                               |                                                                                                 |                                                                                                 |                                                                                                 | (33)                                                                                            |
| NK   | Szymon Ruta                             |                                         |                                         |                                         |                                         |                                         |                                         | NU                                                                                              |                                                                                                 |                                                                                                 |                                                                                                 |                                                                                                 |                                                                                                 |                                                                                                 |                                                                                                 |                                                                                                 | 5                                                                                               | 4                                                                                               | 4                                                                                               |                                                                                                 |                                                                                                 |                                                                                                 |                                                                                                 |                                                                                                 |                                                                                                 | (22)                                                                                            |
| NK   | Luca Rossetti                           |                                         |                                         |                                         |                                         |                                         |                                         | 5                                                                                               | 5                                                                                               | 4                                                                                               |                                                                                                 |                                                                                                 |                                                                                                 |                                                                                                 |                                                                                                 |                                                                                                 |                                                                                                 |                                                                                                 |                                                                                                 |                                                                                                 |                                                                                                 |                                                                                                 |                                                                                                 |                                                                                                 |                                                                                                 | (20)                                                                                            |
| NK   | Maciej Oleksowicz                       |                                         |                                         |                                         |                                         |                                         |                                         | 4                                                                                               | 6                                                                                               | 5                                                                                               |                                                                                                 |                                                                                                 |                                                                                                 |                                                                                                 |                                                                                                 |                                                                                                 |                                                                                                 |                                                                                                 |                                                                                                 |                                                                                                 |                                                                                                 |                                                                                                 |                                                                                                 |                                                                                                 |                                                                                                 | (19)                                                                                            |
| NK   | Grzegorz Grzyb                          |                                         |                                         |                                         |                                         |                                         |                                         |                                                                                                 |                                                                                                 |                                                                                                 |                                                                                                 |                                                                                                 |                                                                                                 |                                                                                                 |                                                                                                 |                                                                                                 |                                                                                                 |                                                                                                 |                                                                                                 | 6                                                                                               | 6                                                                                               | 6                                                                                               |                                                                                                 |                                                                                                 |                                                                                                 | (15)                                                                                            |
| NK   | Szymon Abramowski                       |                                         |                                         |                                         |                                         |                                         |                                         |                                                                                                 |                                                                                                 |                                                                                                 |                                                                                                 |                                                                                                 |                                                                                                 |                                                                                                 |                                                                                                 |                                                                                                 | 7                                                                                               | 7                                                                                               | 6                                                                                               |                                                                                                 |                                                                                                 |                                                                                                 |                                                                                                 |                                                                                                 |                                                                                                 | (13)                                                                                            |
| NK   | Stefan Karnabal                         |                                         |                                         |                                         | 5                                       | 10                                      | 6                                       |                                                                                                 |                                                                                                 |                                                                                                 |                                                                                                 |                                                                                                 |                                                                                                 |                                                                                                 |                                                                                                 |                                                                                                 |                                                                                                 |                                                                                                 |                                                                                                 |                                                                                                 |                                                                                                 |                                                                                                 |                                                                                                 |                                                                                                 |                                                                                                 | (12)                                                                                            |
| NK   | Krzysztof Hołowczyc                     |                                         |                                         |                                         |                                         |                                         |                                         | 11                                                                                              | 3                                                                                               | 9                                                                                               |                                                                                                 |                                                                                                 |                                                                                                 |                                                                                                 |                                                                                                 |                                                                                                 |                                                                                                 |                                                                                                 |                                                                                                 |                                                                                                 |                                                                                                 |                                                                                                 |                                                                                                 |                                                                                                 |                                                                                                 | (10)                                                                                            |
| NK   | Andreas Aigner                          |                                         |                                         |                                         |                                         |                                         |                                         |                                                                                                 |                                                                                                 |                                                                                                 |                                                                                                 |                                                                                                 |                                                                                                 |                                                                                                 |                                                                                                 |                                                                                                 |                                                                                                 |                                                                                                 |                                                                                                 |                                                                                                 |                                                                                                 |                                                                                                 | 26                                                                                              | 3                                                                                               | 17                                                                                              | (10)                                                                                            |
| NK   | Paweł Dytko                             | 26                                      | 7                                       | 12                                      |                                         |                                         |                                         |                                                                                                 |                                                                                                 |                                                                                                 |                                                                                                 |                                                                                                 |                                                                                                 |                                                                                                 |                                                                                                 |                                                                                                 |                                                                                                 |                                                                                                 |                                                                                                 |                                                                                                 |                                                                                                 |                                                                                                 |                                                                                                 |                                                                                                 |                                                                                                 | (4)                                                                                             |
|      | Klucz punktacji: 15-12-10-8-6-5-4-3-2-1 | Klucz punktacji: 15-12-10-8-6-5-4-3-2-1 | Klucz punktacji: 15-12-10-8-6-5-4-3-2-1 | Klucz punktacji: 15-12-10-8-6-5-4-3-2-1 | Klucz punktacji: 15-12-10-8-6-5-4-3-2-1 | Klucz punktacji: 15-12-10-8-6-5-4-3-2-1 | Klucz punktacji: 15-12-10-8-6-5-4-3-2-1 | Oznaczenia: NU – nie ukończył, DK – dyskwalifikacja, wynik na fioletowym tle – system SupeRally | Oznaczenia: NU – nie ukończył, DK – dyskwalifikacja, wynik na fioletowym tle – system SupeRally | Oznaczenia: NU – nie ukończył, DK – dyskwalifikacja, wynik na fioletowym tle – system SupeRally | Oznaczenia: NU – nie ukończył, DK – dyskwalifikacja, wynik na fioletowym tle – system SupeRally | Oznaczenia: NU – nie ukończył, DK – dyskwalifikacja, wynik na fioletowym tle – system SupeRally | Oznaczenia: NU – nie ukończył, DK – dyskwalifikacja, wynik na fioletowym tle – system SupeRally | Oznaczenia: NU – nie ukończył, DK – dyskwalifikacja, wynik na fioletowym tle – system SupeRally | Oznaczenia: NU – nie ukończył, DK – dyskwalifikacja, wynik na fioletowym tle – system SupeRally | Oznaczenia: NU – nie ukończył, DK – dyskwalifikacja, wynik na fioletowym tle – system SupeRally | Oznaczenia: NU – nie ukończył, DK – dyskwalifikacja, wynik na fioletowym tle – system SupeRally | Oznaczenia: NU – nie ukończył, DK – dyskwalifikacja, wynik na fioletowym tle – system SupeRally | Oznaczenia: NU – nie ukończył, DK – dyskwalifikacja, wynik na fioletowym tle – system SupeRally | Oznaczenia: NU – nie ukończył, DK – dyskwalifikacja, wynik na fioletowym tle – system SupeRally | Oznaczenia: NU – nie ukończył, DK – dyskwalifikacja, wynik na fioletowym tle – system SupeRally | Oznaczenia: NU – nie ukończył, DK – dyskwalifikacja, wynik na fioletowym tle – system SupeRally | Oznaczenia: NU – nie ukończył, DK – dyskwalifikacja, wynik na fioletowym tle – system SupeRally | Oznaczenia: NU – nie ukończył, DK – dyskwalifikacja, wynik na fioletowym tle – system SupeRally | Oznaczenia: NU – nie ukończył, DK – dyskwalifikacja, wynik na fioletowym tle – system SupeRally | Oznaczenia: NU – nie ukończył, DK – dyskwalifikacja, wynik na fioletowym tle – system SupeRally |

| Kolor     | Opis                   |
| --------- | ---------------------- |
| Złoty     | Zwycięzca              |
| Srebrny   | 2. miejsce             |
| Brązowy   | 3. miejsce             |
| Zielony   | Punktowane miejsce     |
| Niebieski | Ukończył nie punktował |
| Fioletowy | Nie ukończył NU        |
| Czarny    | Wykluczony X           |
| Biały     | Nie wystartował NW     |
| Puste     | Nie brał udziału       |

| Poz. | Kierowca                                | Elmot                                   | Elmot                                   | Elmot                                   | Lotos                                   | Lotos                                   | Lotos                                   | Polski                                                                                          | Polski                                                                                          | Polski                                                                                          | Bohemia                                                                                         | Bohemia                                                                                         | Bohemia                                                                                         | Rzeszowski                                                                                      | Rzeszowski                                                                                      | Rzeszowski                                                                                      | Warszawski                                                                                      | Warszawski                                                                                      | Warszawski                                                                                      | Košice                                                                                          | Košice                                                                                          | Košice                                                                                          | Dolnośląski                                                                                     | Dolnośląski                                                                                     | Dolnośląski                                                                                     | Suma punktów                                                                                    |
| Poz. | Kierowca                                | D1                                      | D2                                      | G                                       | D1                                      | D2                                      | G                                       | D1                                                                                              | D2                                                                                              | G                                                                                               | D1                                                                                              | D2                                                                                              | G                                                                                               | D1                                                                                              | D2                                                                                              | G                                                                                               | D1                                                                                              | D2                                                                                              | G                                                                                               | D1                                                                                              | D2                                                                                              | G                                                                                               | D1                                                                                              | D2                                                                                              | G                                                                                               | Suma punktów                                                                                    |
| ---- | --------------------------------------- | --------------------------------------- | --------------------------------------- | --------------------------------------- | --------------------------------------- | --------------------------------------- | --------------------------------------- | ----------------------------------------------------------------------------------------------- | ----------------------------------------------------------------------------------------------- | ----------------------------------------------------------------------------------------------- | ----------------------------------------------------------------------------------------------- | ----------------------------------------------------------------------------------------------- | ----------------------------------------------------------------------------------------------- | ----------------------------------------------------------------------------------------------- | ----------------------------------------------------------------------------------------------- | ----------------------------------------------------------------------------------------------- | ----------------------------------------------------------------------------------------------- | ----------------------------------------------------------------------------------------------- | ----------------------------------------------------------------------------------------------- | ----------------------------------------------------------------------------------------------- | ----------------------------------------------------------------------------------------------- | ----------------------------------------------------------------------------------------------- | ----------------------------------------------------------------------------------------------- | ----------------------------------------------------------------------------------------------- | ----------------------------------------------------------------------------------------------- | ----------------------------------------------------------------------------------------------- |
| 1    | Kajetan Kajetanowicz                    | (20)                                    | (2)                                     | (7)                                     | 1                                       | 2                                       | 1                                       | 1                                                                                               | 2                                                                                               | 1                                                                                               | 3                                                                                               | 3                                                                                               | 3                                                                                               | 2                                                                                               | 2                                                                                               | 2                                                                                               | 1                                                                                               | 1                                                                                               | 1                                                                                               | (3)                                                                                             | (4)                                                                                             | (3)                                                                                             | 2                                                                                               | 2                                                                                               | 2                                                                                               | 231                                                                                             |
| 2    | Michał Sołowow                          | 2                                       | 4                                       | 2                                       | 3                                       | 4                                       | 3                                       | 2                                                                                               | 1                                                                                               | 2                                                                                               | 2                                                                                               | 2                                                                                               | 2                                                                                               | 3                                                                                               | 3                                                                                               | 3                                                                                               | 2                                                                                               | 2                                                                                               | 2                                                                                               | (4)                                                                                             | (2)                                                                                             | (4)                                                                                             |                                                                                                 |                                                                                                 |                                                                                                 | 201                                                                                             |
| 3    | Bryan Bouffier                          |                                         |                                         |                                         | 22                                      | 1                                       | 9                                       | NU                                                                                              |                                                                                                 |                                                                                                 | 1                                                                                               | 1                                                                                               | 1                                                                                               | 1                                                                                               | 1                                                                                               | 1                                                                                               |                                                                                                 |                                                                                                 |                                                                                                 | 2                                                                                               | 1                                                                                               | 1                                                                                               | 1                                                                                               | 1                                                                                               | 1                                                                                               | 194                                                                                             |
| 4    | Tomasz Kuchar                           | 1                                       | 1                                       | 1                                       | 4                                       | 5                                       | 4                                       | 3                                                                                               | 4                                                                                               | 3                                                                                               | 4                                                                                               | 4                                                                                               | 4                                                                                               | 4                                                                                               | 4                                                                                               | 4                                                                                               | 3                                                                                               | 3                                                                                               | 3                                                                                               | (5)                                                                                             | (3)                                                                                             | (5)                                                                                             | (4)                                                                                             | (6)                                                                                             | (4)                                                                                             | 173                                                                                             |
| 5    | Leszek Kuzaj                            | 3                                       | 3                                       | 3                                       | 2                                       | 3                                       | 2                                       | 8                                                                                               | 10                                                                                              | 8                                                                                               | NU                                                                                              |                                                                                                 |                                                                                                 |                                                                                                 |                                                                                                 |                                                                                                 |                                                                                                 |                                                                                                 |                                                                                                 | 7                                                                                               | 26                                                                                              | 21                                                                                              | 3                                                                                               | 4                                                                                               | 3                                                                                               | 100                                                                                             |
| 6    | Maciej Rzeźnik                          | 6                                       | 5                                       | 5                                       | (8)                                     | (9)                                     | (8)                                     | 9                                                                                               | 7                                                                                               | 7                                                                                               | 6                                                                                               | 6                                                                                               | 5                                                                                               | NU                                                                                              |                                                                                                 |                                                                                                 | 12                                                                                              | 6                                                                                               | 8                                                                                               | 8                                                                                               | 8                                                                                               | 7                                                                                               | 5                                                                                               | 7                                                                                               | 5                                                                                               | 77                                                                                              |
| 7    | Łukasz Habaj                            | 5                                       | 29                                      | 16                                      | 7                                       | 6                                       | 7                                       | 7                                                                                               | 25                                                                                              | 12                                                                                              | 5                                                                                               | 24                                                                                              | 16                                                                                              | 5                                                                                               | 5                                                                                               | 5                                                                                               |                                                                                                 |                                                                                                 |                                                                                                 |                                                                                                 |                                                                                                 |                                                                                                 | 32                                                                                              | 5                                                                                               | 29                                                                                              | 53                                                                                              |
| 8    | Kamil Butruk                            | 7                                       | 6                                       | 6                                       | 23                                      | 8                                       | 14                                      | 16                                                                                              | 9                                                                                               | 11                                                                                              |                                                                                                 |                                                                                                 |                                                                                                 | 6                                                                                               | 33                                                                                              | 23                                                                                              | 6                                                                                               | 5                                                                                               | 5                                                                                               | 10                                                                                              | 9                                                                                               | 8                                                                                               |                                                                                                 |                                                                                                 |                                                                                                 | 49                                                                                              |
| 9    | Jurij Protasow                          |                                         |                                         |                                         |                                         |                                         |                                         | NU                                                                                              |                                                                                                 |                                                                                                 | 9                                                                                               | 5                                                                                               | 6                                                                                               | 7                                                                                               | 6                                                                                               | 6                                                                                               | 4                                                                                               | 9                                                                                               | 7                                                                                               | 17                                                                                              | 7                                                                                               | 10                                                                                              |                                                                                                 |                                                                                                 |                                                                                                 | 46                                                                                              |
| 10   | Michał Bębenek                          | 10                                      | 10                                      | 9                                       | (12)                                    | (11)                                    | (10)                                    | 10                                                                                              | 11                                                                                              | 10                                                                                              | 7                                                                                               | 10                                                                                              | 7                                                                                               | 8                                                                                               | 7                                                                                               | 7                                                                                               | 9                                                                                               | 11                                                                                              | 10                                                                                              | (9)                                                                                             | (13)                                                                                            | (11)                                                                                            | 6                                                                                               | 8                                                                                               | 6                                                                                               | 44                                                                                              |
| 11   | Sebastian Frycz                         | 4                                       | 8                                       | 4                                       | 6                                       | 7                                       | 5                                       |                                                                                                 |                                                                                                 |                                                                                                 |                                                                                                 |                                                                                                 |                                                                                                 |                                                                                                 |                                                                                                 |                                                                                                 |                                                                                                 |                                                                                                 |                                                                                                 |                                                                                                 |                                                                                                 |                                                                                                 |                                                                                                 |                                                                                                 |                                                                                                 | 34                                                                                              |
| 12   | Jan Chmielewski                         | (12)                                    | (14)                                    | (11)                                    | 10                                      | 13                                      | 11                                      | (15)                                                                                            | (12)                                                                                            | (15)                                                                                            | 8                                                                                               | 8                                                                                               | 8                                                                                               | 10                                                                                              | 10                                                                                              | 9                                                                                               | 11                                                                                              | 10                                                                                              | 11                                                                                              | 13                                                                                              | 10                                                                                              | 9                                                                                               | 9                                                                                               | 9                                                                                               | 9                                                                                               | 24                                                                                              |
| 13   | Marcin Bełtowski                        | 9                                       | 9                                       | 8                                       | 20                                      | 12                                      | 19                                      | 12                                                                                              | 17                                                                                              | 16                                                                                              |                                                                                                 |                                                                                                 |                                                                                                 | 27                                                                                              | 8                                                                                               | 18                                                                                              | 8                                                                                               | 8                                                                                               | 9                                                                                               |                                                                                                 |                                                                                                 |                                                                                                 |                                                                                                 |                                                                                                 |                                                                                                 | 18                                                                                              |
| 14   | Radosław Typa                           | 40                                      | 18                                      | 34                                      |                                         |                                         |                                         | 6                                                                                               | 8                                                                                               | 6                                                                                               |                                                                                                 |                                                                                                 |                                                                                                 |                                                                                                 |                                                                                                 |                                                                                                 |                                                                                                 |                                                                                                 |                                                                                                 |                                                                                                 |                                                                                                 |                                                                                                 |                                                                                                 |                                                                                                 |                                                                                                 | 13                                                                                              |
| 15   | Robert Kujawski                         | 11                                      | 11                                      | 10                                      | 16                                      | 15                                      | 15                                      |                                                                                                 |                                                                                                 |                                                                                                 | 27                                                                                              | 21                                                                                              | 24                                                                                              | 9                                                                                               | 9                                                                                               | 8                                                                                               | 19                                                                                              | 14                                                                                              | 16                                                                                              | (21)                                                                                            | (14)                                                                                            | (25)                                                                                            | 10                                                                                              | 12                                                                                              | 10                                                                                              | 10                                                                                              |
| 16   | Łukasz Markowski                        | 14                                      | 15                                      | 13                                      | 15                                      | 19                                      | 18                                      | 33                                                                                              | 29                                                                                              | 33                                                                                              |                                                                                                 |                                                                                                 |                                                                                                 |                                                                                                 |                                                                                                 |                                                                                                 |                                                                                                 |                                                                                                 |                                                                                                 |                                                                                                 |                                                                                                 |                                                                                                 | 7                                                                                               | 10                                                                                              | 7                                                                                               | 9                                                                                               |
| 17   | Sławomir "Virnik" Jarek                 | 8                                       | 30                                      | 18                                      |                                         |                                         |                                         |                                                                                                 |                                                                                                 |                                                                                                 |                                                                                                 |                                                                                                 |                                                                                                 |                                                                                                 |                                                                                                 |                                                                                                 |                                                                                                 |                                                                                                 |                                                                                                 |                                                                                                 |                                                                                                 |                                                                                                 | 8                                                                                               | 11                                                                                              | 8                                                                                               | 9                                                                                               |
| 18   | Tomasz Gryc                             | 18                                      | 12                                      | 14                                      | (25)                                    | (25)                                    | (24)                                    | (32)                                                                                            | (24)                                                                                            | (28)                                                                                            | 10                                                                                              | 9                                                                                               | 9                                                                                               | 12                                                                                              | 13                                                                                              | 11                                                                                              | 13                                                                                              | 15                                                                                              | 14                                                                                              | 20                                                                                              | 12                                                                                              | 14                                                                                              | 11                                                                                              | 13                                                                                              | 11                                                                                              | 5                                                                                               |
| 19   | Marcin Dobrowolski                      | 17                                      | 16                                      | 17                                      | NU                                      |                                         |                                         | 26                                                                                              | 23                                                                                              | 25                                                                                              | 14                                                                                              | 7                                                                                               | 10                                                                                              | 26                                                                                              | 12                                                                                              | 19                                                                                              | NU                                                                                              |                                                                                                 |                                                                                                 |                                                                                                 |                                                                                                 |                                                                                                 | 13                                                                                              | 15                                                                                              | 13                                                                                              | 4                                                                                               |
| 20   | Zbigniew Maliński                       |                                         |                                         |                                         | 9                                       | 16                                      | 12                                      | NU                                                                                              |                                                                                                 |                                                                                                 |                                                                                                 |                                                                                                 |                                                                                                 | 15                                                                                              | 19                                                                                              | 13                                                                                              | 10                                                                                              | 12                                                                                              | 12                                                                                              |                                                                                                 |                                                                                                 |                                                                                                 | 14                                                                                              | 29                                                                                              | 20                                                                                              | 3                                                                                               |
| 21   | Tomasz Porębski                         | 19                                      | 13                                      | 15                                      | 13                                      | 14                                      | 13                                      | NU                                                                                              |                                                                                                 |                                                                                                 |                                                                                                 |                                                                                                 |                                                                                                 | 11                                                                                              | 11                                                                                              | 10                                                                                              |                                                                                                 |                                                                                                 |                                                                                                 |                                                                                                 |                                                                                                 |                                                                                                 |                                                                                                 |                                                                                                 |                                                                                                 | 1                                                                                               |
| 22   | Szymon Kornicki                         | (15)                                    | (26)                                    | (19)                                    | 14                                      | 17                                      | 17                                      | 17                                                                                              | 19                                                                                              | 18                                                                                              | 11                                                                                              | 11                                                                                              | 11                                                                                              | NU                                                                                              |                                                                                                 |                                                                                                 | 16                                                                                              | 19                                                                                              | 17                                                                                              | 16                                                                                              | 24                                                                                              | 18                                                                                              | 16                                                                                              | 17                                                                                              | 15                                                                                              | 1                                                                                               |
| 23   | Krzysztof Oleksowicz                    |                                         |                                         |                                         | 17                                      | 26                                      | 22                                      | 14                                                                                              | 14                                                                                              | 13                                                                                              |                                                                                                 |                                                                                                 |                                                                                                 |                                                                                                 |                                                                                                 |                                                                                                 | NU                                                                                              |                                                                                                 |                                                                                                 |                                                                                                 |                                                                                                 |                                                                                                 |                                                                                                 |                                                                                                 |                                                                                                 | 1                                                                                               |
| NK   | Jozef Béreš Jr                          |                                         |                                         |                                         |                                         |                                         |                                         |                                                                                                 |                                                                                                 |                                                                                                 |                                                                                                 |                                                                                                 |                                                                                                 |                                                                                                 |                                                                                                 |                                                                                                 |                                                                                                 |                                                                                                 |                                                                                                 | 1                                                                                               | 5                                                                                               | 2                                                                                               |                                                                                                 |                                                                                                 |                                                                                                 | (33)                                                                                            |
| NK   | Szymon Ruta                             |                                         |                                         |                                         |                                         |                                         |                                         | NU                                                                                              |                                                                                                 |                                                                                                 |                                                                                                 |                                                                                                 |                                                                                                 |                                                                                                 |                                                                                                 |                                                                                                 | 5                                                                                               | 4                                                                                               | 4                                                                                               |                                                                                                 |                                                                                                 |                                                                                                 |                                                                                                 |                                                                                                 |                                                                                                 | (22)                                                                                            |
| NK   | Luca Rossetti                           |                                         |                                         |                                         |                                         |                                         |                                         | 5                                                                                               | 5                                                                                               | 4                                                                                               |                                                                                                 |                                                                                                 |                                                                                                 |                                                                                                 |                                                                                                 |                                                                                                 |                                                                                                 |                                                                                                 |                                                                                                 |                                                                                                 |                                                                                                 |                                                                                                 |                                                                                                 |                                                                                                 |                                                                                                 | (20)                                                                                            |
| NK   | Maciej Oleksowicz                       |                                         |                                         |                                         |                                         |                                         |                                         | 4                                                                                               | 6                                                                                               | 5                                                                                               |                                                                                                 |                                                                                                 |                                                                                                 |                                                                                                 |                                                                                                 |                                                                                                 |                                                                                                 |                                                                                                 |                                                                                                 |                                                                                                 |                                                                                                 |                                                                                                 |                                                                                                 |                                                                                                 |                                                                                                 | (19)                                                                                            |
| NK   | Grzegorz Grzyb                          |                                         |                                         |                                         |                                         |                                         |                                         |                                                                                                 |                                                                                                 |                                                                                                 |                                                                                                 |                                                                                                 |                                                                                                 |                                                                                                 |                                                                                                 |                                                                                                 |                                                                                                 |                                                                                                 |                                                                                                 | 6                                                                                               | 6                                                                                               | 6                                                                                               |                                                                                                 |                                                                                                 |                                                                                                 | (15)                                                                                            |
| NK   | Szymon Abramowski                       |                                         |                                         |                                         |                                         |                                         |                                         |                                                                                                 |                                                                                                 |                                                                                                 |                                                                                                 |                                                                                                 |                                                                                                 |                                                                                                 |                                                                                                 |                                                                                                 | 7                                                                                               | 7                                                                                               | 6                                                                                               |                                                                                                 |                                                                                                 |                                                                                                 |                                                                                                 |                                                                                                 |                                                                                                 | (13)                                                                                            |
| NK   | Stefan Karnabal                         |                                         |                                         |                                         | 5                                       | 10                                      | 6                                       |                                                                                                 |                                                                                                 |                                                                                                 |                                                                                                 |                                                                                                 |                                                                                                 |                                                                                                 |                                                                                                 |                                                                                                 |                                                                                                 |                                                                                                 |                                                                                                 |                                                                                                 |                                                                                                 |                                                                                                 |                                                                                                 |                                                                                                 |                                                                                                 | (12)                                                                                            |
| NK   | Krzysztof Hołowczyc                     |                                         |                                         |                                         |                                         |                                         |                                         | 11                                                                                              | 3                                                                                               | 9                                                                                               |                                                                                                 |                                                                                                 |                                                                                                 |                                                                                                 |                                                                                                 |                                                                                                 |                                                                                                 |                                                                                                 |                                                                                                 |                                                                                                 |                                                                                                 |                                                                                                 |                                                                                                 |                                                                                                 |                                                                                                 | (10)                                                                                            |
| NK   | Andreas Aigner                          |                                         |                                         |                                         |                                         |                                         |                                         |                                                                                                 |                                                                                                 |                                                                                                 |                                                                                                 |                                                                                                 |                                                                                                 |                                                                                                 |                                                                                                 |                                                                                                 |                                                                                                 |                                                                                                 |                                                                                                 |                                                                                                 |                                                                                                 |                                                                                                 | 26                                                                                              | 3                                                                                               | 17                                                                                              | (10)                                                                                            |
| NK   | Paweł Dytko                             | 26                                      | 7                                       | 12                                      |                                         |                                         |                                         |                                                                                                 |                                                                                                 |                                                                                                 |                                                                                                 |                                                                                                 |                                                                                                 |                                                                                                 |                                                                                                 |                                                                                                 |                                                                                                 |                                                                                                 |                                                                                                 |                                                                                                 |                                                                                                 |                                                                                                 |                                                                                                 |                                                                                                 |                                                                                                 | (4)                                                                                             |
|      | Klucz punktacji: 15-12-10-8-6-5-4-3-2-1 | Klucz punktacji: 15-12-10-8-6-5-4-3-2-1 | Klucz punktacji: 15-12-10-8-6-5-4-3-2-1 | Klucz punktacji: 15-12-10-8-6-5-4-3-2-1 | Klucz punktacji: 15-12-10-8-6-5-4-3-2-1 | Klucz punktacji: 15-12-10-8-6-5-4-3-2-1 | Klucz punktacji: 15-12-10-8-6-5-4-3-2-1 | Oznaczenia: NU – nie ukończył, DK – dyskwalifikacja, wynik na fioletowym tle – system SupeRally | Oznaczenia: NU – nie ukończył, DK – dyskwalifikacja, wynik na fioletowym tle – system SupeRally | Oznaczenia: NU – nie ukończył, DK – dyskwalifikacja, wynik na fioletowym tle – system SupeRally | Oznaczenia: NU – nie ukończył, DK – dyskwalifikacja, wynik na fioletowym tle – system SupeRally | Oznaczenia: NU – nie ukończył, DK – dyskwalifikacja, wynik na fioletowym tle – system SupeRally | Oznaczenia: NU – nie ukończył, DK – dyskwalifikacja, wynik na fioletowym tle – system SupeRally | Oznaczenia: NU – nie ukończył, DK – dyskwalifikacja, wynik na fioletowym tle – system SupeRally | Oznaczenia: NU – nie ukończył, DK – dyskwalifikacja, wynik na fioletowym tle – system SupeRally | Oznaczenia: NU – nie ukończył, DK – dyskwalifikacja, wynik na fioletowym tle – system SupeRally | Oznaczenia: NU – nie ukończył, DK – dyskwalifikacja, wynik na fioletowym tle – system SupeRally | Oznaczenia: NU – nie ukończył, DK – dyskwalifikacja, wynik na fioletowym tle – system SupeRally | Oznaczenia: NU – nie ukończył, DK – dyskwalifikacja, wynik na fioletowym tle – system SupeRally | Oznaczenia: NU – nie ukończył, DK – dyskwalifikacja, wynik na fioletowym tle – system SupeRally | Oznaczenia: NU – nie ukończył, DK – dyskwalifikacja, wynik na fioletowym tle – system SupeRally | Oznaczenia: NU – nie ukończył, DK – dyskwalifikacja, wynik na fioletowym tle – system SupeRally | Oznaczenia: NU – nie ukończył, DK – dyskwalifikacja, wynik na fioletowym tle – system SupeRally | Oznaczenia: NU – nie ukończył, DK – dyskwalifikacja, wynik na fioletowym tle – system SupeRally | Oznaczenia: NU – nie ukończył, DK – dyskwalifikacja, wynik na fioletowym tle – system SupeRally | Oznaczenia: NU – nie ukończył, DK – dyskwalifikacja, wynik na fioletowym tle – system SupeRally |

| Kolor     | Opis                   |
| --------- | ---------------------- |
| Złoty     | Zwycięzca              |
| Srebrny   | 2. miejsce             |
| Brązowy   | 3. miejsce             |
| Zielony   | Punktowane miejsce     |
| Niebieski | Ukończył nie punktował |
| Fioletowy | Nie ukończył NU        |
| Czarny    | Wykluczony X           |
| Biały     | Nie wystartował NW     |
| Puste     | Nie brał udziału       |

## Zwycięzcy klas, zespoły i kluby
W wykazach przedstawiających zwycięzców poszczególnych klas pogrubioną czcionką zaznaczono kierowców i pilotów, którzy zdobyli tytuły mistrza, wicemistrza i drugiego wicemistrza Polski.

### Klasyfikacja Grupy N[4]
| Msc | Kierowca             | Pilot          | Punkty |
| --- | -------------------- | -------------- | ------ |
| 1   | Kajetan Kajetanowicz | Jarosław Baran | 170    |
| 2   | Łukasz Habaj         | Jacek Spentany | 95     |
| 3   | Kamil Butruk         | Maciej Wilk    | 81     |

### Klasyfikacja w klasie Super 2000 Rally[5]
| Msc | Kierowca       | Pilot           | Punkty |
| --- | -------------- | --------------- | ------ |
| 1   | Michał Sołowow | Maciej Baran    | 58     |
| 2   | Bryan Bouffier | Xavier Panseri  | 51     |
| 3   | Tomasz Kuchar  | Daniel Dymurski | 47     |

### Klasyfikacja w klasie A-7[6]
| Msc | Kierowca       | Pilot            | Punkty |
| --- | -------------- | ---------------- | ------ |
| 1   | Jerzy Para     | Michał Piskorski | 16     |
| 2   | Marcin Gagacki | -                | 13     |
| 3   | Michał Streer  | -                | 9      |

### Klasyfikacja w Grupie R[7]
| Msc | Kierowca        | Pilot            | Punkty |
| --- | --------------- | ---------------- | ------ |
| 1   | Michał Bębenek  | Grzegorz Bębenek | 146    |
| 2   | Jan Chmielewski | Robert Hundla    | 104    |
| 3   | Robert Kujawski | Rafał Rzemień    | 81     |

### Klasyfikacja w klasie A6[8]
| Msc | Kierowca         | Pilot        | Punkty |
| --- | ---------------- | ------------ | ------ |
| 1   | Jarosław Kochman | Michał Bojar | 7      |

### Klasyfikacja w klasie N-3[9]
| Msc | Kierowca      | Pilot                  | Punkty |
| --- | ------------- | ---------------------- | ------ |
| 1   | Herbi         | Bartłomiej Holdenmayer | 73     |
| 2   | Rafał Janczak | Tomasz Sadlik          | 68     |
| 3   | Mikołaj Kempa | Michał Grudziński      | 46     |

### Klasyfikacja w klasie N-2[10]
| Msc | Kierowca       | Pilot | Punkty |
| --- | -------------- | ----- | ------ |
| 1   | Artur Kurnicki | -     | 10     |

### Klasyfikacja w Grupie Open[11]
| Msc | Kierowca       | Pilot             | Punkty |
| --- | -------------- | ----------------- | ------ |
| 1   | Bogdan Bożyk   | Radosław Banach   | 8      |
| 2   | Andrzej KOPER  | Jakub MROCZKOWSKI | 6      |
| 3   | Krzysztof Rosa | Aneta Marcol      | 4      |

### Klasyfikacja w klasie HR13[12]
| Msc | Kierowca           | Pilot              | Punkty |
| --- | ------------------ | ------------------ | ------ |
| 1   | Virnik             | -                  | 8      |
| 2   | Marek Klementowicz | Piotr Klementowicz | 8      |
| 3   | Robert Luty        | Dariusz Gurdziołek | 4      |

### Klasyfikacja w klasie HR12[13]
| Msc | Kierowca          | Pilot             | Punkty |
| --- | ----------------- | ----------------- | ------ |
| 1   | Robert Wiśniewski | -                 | 14     |
| 2   | Arkadiusz Nowikow | Agnieszka Nowikow | 11     |
| 3   | Robert Rosiak     | Andrzej Hercuń    | 7      |

### Klasyfikacja w klasie HR10[14]
| Msc | Kierowca     | Pilot                | Punkty |
| --- | ------------ | -------------------- | ------ |
| 1   | Marek Mateja | Bartłomiej Gorajczyk | 4      |

### Klasyfikacja w klasie „Puchar Clio Cup”[15]
| Msc | Kierowca        | Pilot        | Punkty |
| --- | --------------- | ------------ | ------ |
| 1   | Jacek Płonka    | -            | 80     |
| 2   | Jarosław Szeja  | Marcin Szeja | 72     |
| 3   | Krzysztof Orski | -            | 54     |

### Klasyfikacja Zespołów Sponsorskich[16]
| Msc | Zespół                          | Punkty |
| --- | ------------------------------- | ------ |
| 1   | Subaru Poland Rally Team        | 44     |
| 2   | Cersanit Rally Team             | 35     |
| 3   | Peugeot Sport Polska Rally Team | 26     |

### Klasyfikacja Zespołów Producenckich[17]
| Msc | Zespół  |
| --- | ------- |
| 1   | Subaru  |
| 2   | Peugeot |
| 3   | Skoda   |

### Klasyfikacja Motointegrator Gravel Cup[18]
| Msc | Kierowca             | Pilot           | Punkty |
| --- | -------------------- | --------------- | ------ |
| 1   | Kajetan Kajetanowicz | Jarosław Baran  | 57     |
| 2   | Tomasz Kuchar        | Daniel Dymurski | 44     |
| 3   | Michał Sołowow       | Maciej Baran    | 42     |